# Marienrothermühle
Marienrothermühle ist eine Wüstung auf dem Gemeindegebiet des Marktes Pressig im Landkreis Kronach (Oberfranken, Bayern).

## Geographie
Die Einöde war Haus Nr. 25 von Marienroth. Sie lag auf einer Höhe von 496 m ü. NHN im tief eingeschnittenen Tal der Teuschnitz. Ein Fußweg führte zu einem Vicinalweg, der nach Marienroth verlief (0,7 km nordwestlich).

## Geschichte
Marienrothermühle gehörte ursprünglich zur Realgemeinde Marienroth. Das Hochgericht übte das bambergische Centamt Teuschnitz aus. Das Kastenamt Teuschnitz war der Grundherr der Mahlmühle.
Mit dem Gemeindeedikt wurde Marienrothermühle dem 1808 gebildeten Steuerdistrikt Marienroth und 1818 der Ruralgemeinde Marienroth zugewiesen. 1871 lebten sechs Einwohner in dem aus zwei Gebäuden bestehenden Anwesen. Die Einwohner waren katholisch und nach Mariä Himmelfahrt (Teuschnitz) gepfarrt. Es wurden zu der Zeit fünf Stück Rindvieh gehalten. Ende des 19. Jahrhunderts ist der Ort abgegangen.

## Weblink
- Marienrothermühle in der Ortsdatenbank des bavarikon, abgerufen am 20. August 2021.